# Mistrovství světa v judu 1981 – muži – superlehká váha (-60kg)
Zápasy v judu na XI. mistrovství světa v kategorii superlehkých vah mužů proběhly v Maastrichtu, 6. září 1981.

## Finále
| Finále             |                   |
| ------------------ | ----------------- |
| Jasuhiko Moriwaki  | Jasuhiko Moriwaki |
| Pavel Petřikov st. | Jasuhiko Moriwaki |

## Opravy / O bronz
Do oprav se dostali judisté, kteří během turnaje prohráli svůj zápas s jedním ze dvou finalistů.
| opravy    | opravy          | opravy        | o bronz        |                |
| --------- | --------------- | ------------- | -------------- | -------------- |
| volný los | Mohamed Ibrahim | Hugo Vilchis  | Peter Jupke    | Felice Mariani |
| volný los | Mohamed Ibrahim | Hugo Vilchis  | Peter Jupke    | Felice Mariani |
|           | Hugo Vilchis    | Hugo Vilchis  | Peter Jupke    | Felice Mariani |
|           |                 | Peter Jupke   | Peter Jupke    | Felice Mariani |
|           |                 |               | Felice Mariani | Felice Mariani |
| volný los | Eric Maurel     | Eric Maurel   | Eric Maurel    | Phil Takahashi |
| volný los | Eric Maurel     | Eric Maurel   | Eric Maurel    | Phil Takahashi |
|           | Manuel Jiménez  | Eric Maurel   | Eric Maurel    | Phil Takahashi |
|           |                 | Tibor Kincses | Eric Maurel    | Phil Takahashi |
|           |                 |               | Phil Takahashi | Phil Takahashi |

## Pavouk
|   | 1/64                | 1/32                  | 1/16                 | čtvrtfinále        | semifinále         | finále             |
| - | ------------------- | --------------------- | -------------------- | ------------------ | ------------------ | ------------------ |
| A | Abdul Slimany       | Doug Tono             | Peter Jupke          | Peter Jupke        | Jasuhiko Moriwaki  | Jasuhiko Moriwaki  |
| A | Doug Tono           | Doug Tono             | Peter Jupke          | Peter Jupke        | Jasuhiko Moriwaki  | Jasuhiko Moriwaki  |
| A | volný los           | Peter Jupke           | Peter Jupke          | Peter Jupke        | Jasuhiko Moriwaki  | Jasuhiko Moriwaki  |
| A | volný los           | Peter Jupke           | Peter Jupke          | Peter Jupke        | Jasuhiko Moriwaki  | Jasuhiko Moriwaki  |
| A | volný los           | Nelson de los Santos  | Nelson de los Santos | Peter Jupke        | Jasuhiko Moriwaki  | Jasuhiko Moriwaki  |
| A | volný los           | Nelson de los Santos  | Nelson de los Santos | Peter Jupke        | Jasuhiko Moriwaki  | Jasuhiko Moriwaki  |
| A | volný los           | Stephen Smith         | Nelson de los Santos | Peter Jupke        | Jasuhiko Moriwaki  | Jasuhiko Moriwaki  |
| A | volný los           | Stephen Smith         | Nelson de los Santos | Peter Jupke        | Jasuhiko Moriwaki  | Jasuhiko Moriwaki  |
| A | volný los           | Mohamed Ibrahim       | Jasuhiko Moriwaki    | Jasuhiko Moriwaki  | Jasuhiko Moriwaki  | Jasuhiko Moriwaki  |
| A | volný los           | Mohamed Ibrahim       | Jasuhiko Moriwaki    | Jasuhiko Moriwaki  | Jasuhiko Moriwaki  | Jasuhiko Moriwaki  |
| A | volný los           | Jasuhiko Moriwaki     | Jasuhiko Moriwaki    | Jasuhiko Moriwaki  | Jasuhiko Moriwaki  | Jasuhiko Moriwaki  |
| A | volný los           | Jasuhiko Moriwaki     | Jasuhiko Moriwaki    | Jasuhiko Moriwaki  | Jasuhiko Moriwaki  | Jasuhiko Moriwaki  |
| A | volný los           | Horst Schadler        | Hugo Vilchis         | Jasuhiko Moriwaki  | Jasuhiko Moriwaki  | Jasuhiko Moriwaki  |
| A | volný los           | Horst Schadler        | Hugo Vilchis         | Jasuhiko Moriwaki  | Jasuhiko Moriwaki  | Jasuhiko Moriwaki  |
| A | volný los           | Hugo Vilchis          | Hugo Vilchis         | Jasuhiko Moriwaki  | Jasuhiko Moriwaki  | Jasuhiko Moriwaki  |
| A | volný los           | Hugo Vilchis          | Hugo Vilchis         | Jasuhiko Moriwaki  | Jasuhiko Moriwaki  | Jasuhiko Moriwaki  |
| B | volný los           | Luiz Shinohara        | Luiz Shinohara       | Felice Mariani     | Felice Mariani     | Jasuhiko Moriwaki  |
| B | volný los           | Luiz Shinohara        | Luiz Shinohara       | Felice Mariani     | Felice Mariani     | Jasuhiko Moriwaki  |
| B | volný los           | Andrzej Dziemianiuk   | Luiz Shinohara       | Felice Mariani     | Felice Mariani     | Jasuhiko Moriwaki  |
| B | volný los           | Andrzej Dziemianiuk   | Luiz Shinohara       | Felice Mariani     | Felice Mariani     | Jasuhiko Moriwaki  |
| B | volný los           | Felice Mariani        | Felice Mariani       | Felice Mariani     | Felice Mariani     | Jasuhiko Moriwaki  |
| B | volný los           | Felice Mariani        | Felice Mariani       | Felice Mariani     | Felice Mariani     | Jasuhiko Moriwaki  |
| B | volný los           | Arpad Szabo           | Felice Mariani       | Felice Mariani     | Felice Mariani     | Jasuhiko Moriwaki  |
| B | volný los           | Arpad Szabo           | Felice Mariani       | Felice Mariani     | Felice Mariani     | Jasuhiko Moriwaki  |
| B | volný los           | Michail Morgaljov     | Michail Morgaljov    | Michail Morgaljov  | Felice Mariani     | Jasuhiko Moriwaki  |
| B | volný los           | Michail Morgaljov     | Michail Morgaljov    | Michail Morgaljov  | Felice Mariani     | Jasuhiko Moriwaki  |
| B | volný los           | Reino Fagerlund       | Michail Morgaljov    | Michail Morgaljov  | Felice Mariani     | Jasuhiko Moriwaki  |
| B | volný los           | Reino Fagerlund       | Michail Morgaljov    | Michail Morgaljov  | Felice Mariani     | Jasuhiko Moriwaki  |
| B | volný los           | Mohamed Abd-el-Misbah | Rafael Rodríguez     | Michail Morgaljov  | Felice Mariani     | Jasuhiko Moriwaki  |
| B | volný los           | Mohamed Abd-el-Misbah | Rafael Rodríguez     | Michail Morgaljov  | Felice Mariani     | Jasuhiko Moriwaki  |
| B | volný los           | Rafael Rodríguez      | Rafael Rodríguez     | Michail Morgaljov  | Felice Mariani     | Jasuhiko Moriwaki  |
| B | volný los           | Rafael Rodríguez      | Rafael Rodríguez     | Michail Morgaljov  | Felice Mariani     | Jasuhiko Moriwaki  |
| C | Rob Hoogendijk      | Rob Hoogendijk        | Rob Hoogendijk       | Tibor Kincses      | Pavel Petřikov st. | Pavel Petřikov st. |
| C | Michalis Skurumunis | Rob Hoogendijk        | Rob Hoogendijk       | Tibor Kincses      | Pavel Petřikov st. | Pavel Petřikov st. |
| C | volný los           | Luc Chanson           | Rob Hoogendijk       | Tibor Kincses      | Pavel Petřikov st. | Pavel Petřikov st. |
| C | volný los           | Luc Chanson           | Rob Hoogendijk       | Tibor Kincses      | Pavel Petřikov st. | Pavel Petřikov st. |
| C | volný los           | Tibor Kincses         | Tibor Kincses        | Tibor Kincses      | Pavel Petřikov st. | Pavel Petřikov st. |
| C | volný los           | Tibor Kincses         | Tibor Kincses        | Tibor Kincses      | Pavel Petřikov st. | Pavel Petřikov st. |
| C | volný los           | Boubacar Sow          | Tibor Kincses        | Tibor Kincses      | Pavel Petřikov st. | Pavel Petřikov st. |
| C | volný los           | Boubacar Sow          | Tibor Kincses        | Tibor Kincses      | Pavel Petřikov st. | Pavel Petřikov st. |
| C | volný los           | Pavel Petřikov st.    | Pavel Petřikov st.   | Pavel Petřikov st. | Pavel Petřikov st. | Pavel Petřikov st. |
| C | volný los           | Pavel Petřikov st.    | Pavel Petřikov st.   | Pavel Petřikov st. | Pavel Petřikov st. | Pavel Petřikov st. |
| C | volný los           | Eric Maurel           | Pavel Petřikov st.   | Pavel Petřikov st. | Pavel Petřikov st. | Pavel Petřikov st. |
| C | volný los           | Eric Maurel           | Pavel Petřikov st.   | Pavel Petřikov st. | Pavel Petřikov st. | Pavel Petřikov st. |
| C | volný los           | Jun Ik-sun            | Manuel Jiménez       | Pavel Petřikov st. | Pavel Petřikov st. | Pavel Petřikov st. |
| C | volný los           | Jun Ik-sun            | Manuel Jiménez       | Pavel Petřikov st. | Pavel Petřikov st. | Pavel Petřikov st. |
| C | volný los           | Manuel Jiménez        | Manuel Jiménez       | Pavel Petřikov st. | Pavel Petřikov st. | Pavel Petřikov st. |
| C | volný los           | Manuel Jiménez        | Manuel Jiménez       | Pavel Petřikov st. | Pavel Petřikov st. | Pavel Petřikov st. |
| D | volný los           | Džafar Taha           | Ahmed Musa           | Phil Takahashi     | Phil Takahashi     | Pavel Petřikov st. |
| D | volný los           | Džafar Taha           | Ahmed Musa           | Phil Takahashi     | Phil Takahashi     | Pavel Petřikov st. |
| D | volný los           | Ahmed Musa            | Ahmed Musa           | Phil Takahashi     | Phil Takahashi     | Pavel Petřikov st. |
| D | volný los           | Ahmed Musa            | Ahmed Musa           | Phil Takahashi     | Phil Takahashi     | Pavel Petřikov st. |
| D | volný los           | Adrian Lockhart       | Phil Takahashi       | Phil Takahashi     | Phil Takahashi     | Pavel Petřikov st. |
| D | volný los           | Adrian Lockhart       | Phil Takahashi       | Phil Takahashi     | Phil Takahashi     | Pavel Petřikov st. |
| D | volný los           | Phil Takahashi        | Phil Takahashi       | Phil Takahashi     | Phil Takahashi     | Pavel Petřikov st. |
| D | volný los           | Phil Takahashi        | Phil Takahashi       | Phil Takahashi     | Phil Takahashi     | Pavel Petřikov st. |
| D | volný los           | Gavin Bell            | Gavin Bell           | Gavin Bell         | Phil Takahashi     | Pavel Petřikov st. |
| D | volný los           | Gavin Bell            | Gavin Bell           | Gavin Bell         | Phil Takahashi     | Pavel Petřikov st. |
| D | volný los           | Shu-Shan Lai          | Gavin Bell           | Gavin Bell         | Phil Takahashi     | Pavel Petřikov st. |
| D | volný los           | Shu-Shan Lai          | Gavin Bell           | Gavin Bell         | Phil Takahashi     | Pavel Petřikov st. |
| D | volný los           | Luis López            | Carlos Aguilera      | Gavin Bell         | Phil Takahashi     | Pavel Petřikov st. |
| D | volný los           | Luis López            | Carlos Aguilera      | Gavin Bell         | Phil Takahashi     | Pavel Petřikov st. |
| D | volný los           | Carlos Aguilera       | Carlos Aguilera      | Gavin Bell         | Phil Takahashi     | Pavel Petřikov st. |
| D | volný los           | Carlos Aguilera       | Carlos Aguilera      | Gavin Bell         | Phil Takahashi     | Pavel Petřikov st. |